# Василий (Родзянко)
Епископ Василий (в миру Владимир Михайлович Родзянко; 22 мая 1915, имение «Отрада», Новомосковский уезд, Екатеринославская губерния — 17 сентября 1999, Вашингтон) — епископ Православной церкви в Америке, епископ Сан-Францисский и Западно-Американский.

## Биография

### Семья
Владимир Михайлович Родзянко родился в родовом имении Отрада, которое располагалось поблизости села Попасное Новомосковского уезда Екатеринославской губернии (ныне Новомосковский район Днепропетровской области Украины).
В семье было 8 детей, среди них Владимир был четвёртым.
Его отец, Михаил Михайлович Родзянко (1884—1956), был выпускником Московского университета, дед же, Михаил Владимирович Родзянко был председателем 3-й и 4-й Государственной Думы Российской империи. Это родство сыграло в судьбе будущего епископа Василия исключительно важную роль.
Мать Владимира — Елизавета Федоровна Родзянко, урождённая баронесса Мейендорф (1883—1985). Протопресвитер Иоанн Мейендорф по материнской линии приходился ему троюродным братом (согласно иным сведениям — двоюродным братом).
- Сестра — Мария Михайловна Родзянко (в замуж. Муравьева; 1909—1982), автор мемуаров. Жена писателя и художника[4] Н.С.Муравьева (1904–1965). После Октябрьской революции жила в Югославии и Франции. После 1957 года вернулась с семьей в СССР. Их сын — С.Н.Муравьев, филолог, переводчик, исследователь.
- Сестра — Анна Михайловна Родзянко (в замуж. Черткова; 1909—1997). Замужем за Сергеем Михайловичем Чертковым (1908–1999), протоиереем Русской православной церкви заграницей, сыном протоиерея М.Ф.Черткова.
- Сестра — Ольга Михайловна (в замуж. Толстая; 1911—1999). Её муж — Владимир Михайлович, граф Толстой, сын М.Л.Толстого, внук Льва Толстого.
- Брат — Олег Михайлович (1923—2013), церковный и общественный деятель Русского Зарубежья. Во время Второй Мировой войны — в Русском корпусе[5]. Его жена — Т атьяна Алексеевна, урожд. Лопухина.

### В Югославии

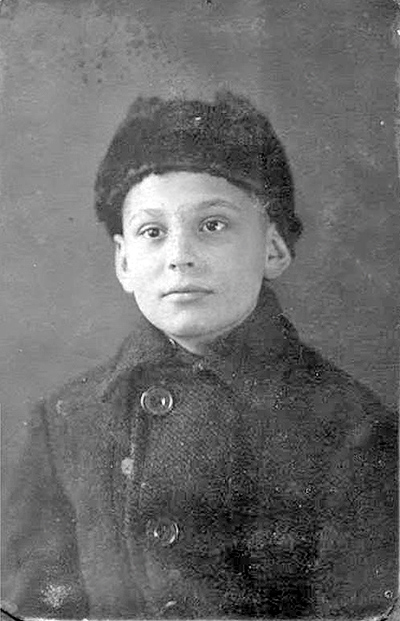
Владимир Родзянко в 1926 году, Белград.

В 1920 году дед и отец вместе со своими семьями были вынуждены покинуть родину и поселиться в Королевстве сербов, хорватов и словенцев (с 1929 года — Югославия), поскольку деду «удалось узнать, что по решению революционного правительства „вся семья бывшего председателя Государственной Думы до последнего внука“ была приговорена к смертной казни».
Те страшные годы на всю жизнь запечатлелись в памяти Владимира, но к ним же относится одно светлое воспоминание, связанное с первым посещением маленьким Владимиром храма. Это случилось в Анапе.
В шесть лет к нему приставили гувернёра, бывшего белого офицера, который, желая отомстить его деду за участие в измене царю Николаю II, жестоко издевался над ребёнком. Много позже епископ Василий вспоминал: «Жизнь померкла для меня… У меня не было интереса к жизни».
В 1925 году поступил в Первую классическую русско-сербскую гимназию в Белграде, которую окончил в 1933 году. В том же году поступил на богословский факультет Белградского университета.
Пользовался особым покровительством митрополита Антония (Храповицкого), с которым состоял в дальнем родстве. В 1926 году познакомился с иеромонахом Иоанном (Максимо́вичем), который оказал на него огромное духовное влияние. Как вспоминал епископ Василий много позднее иеромонах Иоанн «сумел показать мне иной мир, светлый, замечательный, тот рай, в котором мы были, и из которого были изгнаны. Для меня началась новая жизнь».
Участвовал в переговорах о примирении между митрополитами Антонием (Храповицким) и Евлогием (Георгиевским).
30 июня 1937 года окончил богословский факультет Белградского университета со степенью кандидата богословия.
В том же году сочетался браком с Марией Васильевной Колюбаевой, дочерью священника, бежавшего из СССР.
В 1937—1939 годы по благословению священноначалия Сербской Церкви, получив стипендию от Англиканской Церкви, продолжил образование в аспирантуре при Лондонском университете, где изучал западные вероисповедания и теологию, писал диссертацию на тему «Пресвятая Троица и Её образ — человечество».
По получении диплома в 1939 года был приглашён в Оксфорд для чтения курса лекций по русскому богословию. Однако этому помешала начавшаяся вторая мировая война. Владимир Родзянко в начале 1940 года возвратился в Югославию. Здесь он преподавал Закон Божий в сербско-венгерской школе в Нови-Саде.
В 1940 году Первоиерархом РПЦЗ митрополитом Анастасием (Грибановским) возведён в сан диакона, а 30 марта 1941 года в русской Свято-Троицкой церкви в Белграде Патриархом Сербским Гавриилом был рукоположён в сан иерея и назначен на сербский приход при средней школе в Нови-Саде.
Был священником на сербских приходах в сёлах Станишич и Милетич в Воеводине, был секретарём Красного Креста. Добрые отношения у него сложились с епископом Бачским Иринеем (Чиричем).
После оккупации Воеводины венгерскими и немецкими войсками номинально состоял в юрисдикции митрополита Берлинского Серафима (Ляде) Русской православной церкви за рубежом, которому была подведомственна Воеводина. Православные жители Воеводины в годы оккупации подверглись жестоким репрессиям. Священник Владимир принимал участие в сербском сопротивлении и вызволял сербов из концентрационных лагерей, удочерил оставшуюся сиротой украинскую девочку.
После освобождения Югославии и прихода к власти в стране коммунистической партии во главе с Иосипом Броз Тито русские эмигранты начали выезжать в другие страны, многие возвращались на Родину. 3 апреля 1945 года он отправил письмо Патриарху Московскому и всея Руси Алексию I, в котором сообщал о своем желании служить Русской Православной Церкви, однако возвращение на родину так и не состоялось.
В связи с ухудшением отношений между Югославией и СССР на оставшихся в стране русских обрушились гонения. В июле 1949 года был арестован и приговорён к 8 годам исправительно-трудовых работ за «нелегальную религиозную пропаганду» (ему вменялось в вину свидетельство о чудесном обновлении икон в его храме).
Благодаря личному ходатайству перед югославскими властями архиепископа Кентерберийского Джефри Фишера и изменению политики Тито в отношении Запада в 1951 года Владимир Родзянко был досрочно освобождён из лагеря и вместе с семьей выехал в Париж, где жили его родители, покинувшие Югославию в 1946 году.

### В Великобритании
В 1953 году по приглашению епископа Николая (Велимировича), проживавшего тогда в Лондоне, переехал в Великобританию и стал вторым священником в кафедральном соборе во имя святителя Саввы Сербского в юрисдикции Сербской Православной Церкви.
Священник Владимир Родзянко поступил на работу в русскоязычную службу британской радиовещательной корпорации Би-би-си. В 1955 году по его предложению было открыто религиозное радиовещание на СССР и Восточную Европу. Выступал с проповедями на радио Ассоциации «Славянская Библия», «Голос Православия» в Париже и на Радио Ватикана. Он преподавал богословие в Оксфордском университете, в Свято-Сергиевском богословском институте в Париже.
В 1961 году участвовал в составе делегации Сербской Церкви в 3-й Генеральной Ассамблее Всемирного Совета Церквей в Нью-Дели (Индия), где познакомился с епископом Таллинским и Эстонским Алексием (Ридигером).
С 1968 году возглавлял братство святого Симеона и редактировал журнал Aion.
В марте 1978 года скончалась его супруга, а вскоре в автокатастрофе погиб старший внук Игорь.
В 1979 году ушёл с работы на радиостанции Би-би-си, после чего митрополит Антоний Сурожский в Лондоне постриг его в монашество с именем Василий в честь святителя Василия Великого. Он хотел нести монашеский молитвенный подвиг тайно, никому ни сказав, кроме самых близких.
Иеромонах Василий собирался отправиться на Афон, но получил приглашение стать викарием предстоятеля Православной Церкви в Америке. Получив отпускную грамоту от Патриарха Сербского Германа, был в конце года принят в юрисдикцию Православной Церкви в Америке и определён быть викарием её Предстоятеля.

### Епископ Православной Церкви в Америке
В январе 1980 года протопресвитер Александр Шмеман писал в своём дневнике о впечатлении, которое архимандрит Василий произвёл на него при наречении во епископа: «Его речь при наречении — о видениях, старцах, чудесах. Лирика и нарциссизм. Явно — он хороший, горячий человек. Но до чего невыносим мне этот сладостно-духовный говорок, присущий православным. Почему этот сладкий тон в христианстве?»
12 января 1980 года в кафедральном Свято-Николаевском соборе в Вашингтоне Митрополитом всей Америки и Канады Феодосием (Лазором) в сослужении сонма архиереев был хиротонисан в сан епископа Вашингтонского, викария Митрополита всей Америки и Канады. Местом его архипастырского служения стал Свято-Николаевский собор.
С 1 ноября 1980 года — епископ Сан-Францисский и Западно-Американский, наместник Успенской женской обители в городе Калистоге.
25 апреля 1984 года уволен на покой. Увольнение состоялось официально по старости, реально — в связи с консервативной церковной позицией, которая расходилась с точкой зрения большинства клира.
Уйдя на покой, поселился в Вашингтоне, где стал почётным настоятелем Свято-Николаевского собора и директором Свято-Архангельского радиовещательного центра, расположенного в его маленькой квартире. Преподавал в Свято-Владимирской и Свято-Тихоновской духовных семинариях, сотрудничал с протопресвитером Александром Шмеманом и протопресвитером Иоанном Мейендорфом, другими видными богословами русской эмиграции. Возобновил передачи для России на волнах радиостанций «Голос Америки» и «Радио Ватикана». С 1991 года принимал активное участие в работе радиостанции «София» (работавшей тогда на волнах Радио 1), провёл серию телевизионных бесед на религиозные темы.
До последних своих дней он окормлял православных эмигрантов в Вашингтоне и окрестностях. В конце жизни епископ Василий проводил семинары с группой протестантов, занимавшихся изучением восточных христианских церквей, а затем присоединил своих слушателей к православию.

### Епископ Василий и Россия
Уже будучи епископом, в 1981 году он посетил СССР, где был тепло встречен теми, кто уже много лет почитал его как православного проповедника. В последующие годы неоднократно приезжал в Россию.
Протоиерей Иоанн Свиридов вспоминал о владыке Василии:

С епископом Василием я познакомился в 1988 году, когда он стал посещать Москву и живо интересовался переменами, происходящими в Церкви и в обществе. Его речь, осанка порой контрастировали с манерами, принятыми среди архиереев в советскую эпоху. Мятая и коротковатая ряса, клобук, покрытый не тонким шелком, а грубоватым сатином, слегка всклокоченная борода и ясные глаза. В нём можно было узнать не просто человека старой России и эмигранта, но русского интеллигента, посвятившего свою жизнь служению Церкви. Он много говорил, хотя писал мало. Его любили. И он сам любил людей. Он был человеком добрым и отзывчивым, чудаковатым и смиренным, достойным и святым.
С 1992 года являлся почётным настоятелем храма «Малого Вознесения» на Большой Никитской улице в Москве.
В сентябре 1997 года был приглашён Юрием Любимовым на репетицию спектакля спектакля «Братья Карамазовы». После репетиции Епископ Василий Родзянко похвалил актёров и поздравил Юрия Любимова с наступающим юбилеем.
В 1998 году стал деканом богословско-философского факультета Университета Натальи Нестеровой. Около полугода жил в Троице-Сергиевой лавре, читая лекции по апологетике в Московской духовной академии и работая в библиотеке. Автор книги «Теория распада Вселенной и вера Отцов» (1996) — о соотношении веры и научного знания. В один из приездов в Москву говорил: «Пока могу стоять перед престолом, служить литургию — буду жить, а иначе жить незачем».

В 1998 году произнёс короткую проповедь в Феодоровском соборе Царского Села, в которой, в частности, сказал: 
Мой дед хотел только блага для России, но как немощный человек он часто ошибался. Он ошибся, когда послал своих парламентариев к Государю с просьбой об отречении. Он не думал, что Государь отречётся за себя и за своего сына, а когда узнал это, то горько заплакал, сказав: «Теперь уже ничего нельзя сделать. Теперь Россия погибла». Он стал невольным виновником той екатеринбургской трагедии. Это был невольный грех, но всё-таки грех. И вот сейчас, в этом святом месте, я прошу прощения за своего деда и за себя перед Россией, перед её народом и перед Царской семьёй, и как епископ властью, данной мне от Бога, прощаю и разрешаю его от этого невольного греха.
Тяжело переживал бомбардировки Югославии силами НАТО; на вопрос как он относится к этому, отвечал: «Так, как если бы бомбили Москву и Россию». Как отмечал Владимир Щербинин, после начала бомбардировок он неожиданно сдал, слёг.

### Смерть и похороны
За две недели до его кончины во время телефонного разговора он сказал: «Ноги совсем не ходят… Служил литургию на Преображение, сидя, а в те моменты, когда сидеть нельзя, дьякона поддерживали меня. Милость Божия, что причастился».
Скончался в ночь на 17 сентября 1999 года в Вашингтоне от сердечного приступа.
23 сентября 1999 года митрополит Феодосий (Лазор) в сослужении трёх архиереев совершил отпевание епископа Василия в Свято-Николаевском соборе Вашингтона. В отпевании участвовало многочисленное духовенство при большом стечении молящихся. Он похоронен в Вашингтоне на православном участке кладбища «Rock Creek».

## Богословские взгляды о происхожденииВселенной,грехопадениииэволюции
До 22-х лет, до посещения им Музей естественной истории в Южном Кенсингтоне, Владимир Михайлович Родзянко признавал картину сотворения мира, изложенную в Библии; он считал теорию эволюции научной фантастикой, которой не существует. Здесь он резко поменял свои взгляды и принял научную картину образования Вселенной и эволюционное учение. В своём основном богословском труде «Теория распада Вселенной и вера отцов», написанном в 1996 году, Василий (Родзянко) изложил своё ви́дение на согласование научной картины мира и Библии. Согласно этому сочинению, сотворение мира в Библии предшествовало большому взрыву и эволюции; вневременное грехопадение стало причиной  возникновения современного нами наблюдаемого тленного  мира ― космоса, сменившего изначальное творение, гармоничное и совершенное, описанное в Библии; поскольку мир кардинально изменился из-за докосмического грехопадения, то наука или естествознание не может проникнуть принципиально  в познание мира, созданного Богом и описанного в книге Бытия; утраченный мир или космос вернется только в конце времен, во время второго пришествия Христа.

## Память
О владыке Василии был снят многосерийный документальный фильм «Епископ Василий (Родзянко): Моя судьба», в котором он рассказал о своей жизни.
Епископу Василию посвящена одна из глав книги «Несвятые святые» архимандрита Тихона (Шевкунова).
По воспоминаниям диакона Владимира Василика: «Мне запомнилась удивительное величие Владыки, каким-то непостижимым образом соединенное с сердечной простотой и доступностью. С простым студентом он мог общаться так же, как и с лицами, облеченными саном и властью, и в то же время ты понимал, кто перед тобой».

## Публикации
статьи
- Церковь или папа // Вестник Русского Западно-Европейского Патриаршего Экзархата. М., 1953. — № 16. — C. 207—222.
- Как разрешить проблему «Филиокве»? // Вестник Русского Западно-Европейского Патриаршего Экзархата. М., 1955. — № 24. — C. 259—291.
- Международный съезд ученых в Оксфорде [, посвященный открытиям в области изучения текста Евангелия] // Журнал Московской Патриархии. М., 1958. — № 1. — C. 74-75
- Historic Decisions by the Church in Russia // Syndesmos. Ser. 2. 1960. № 10 (July).
- «Новый Завет в наши дни». Второй международный съезд ученых, посвященный изучению Нового Завета (Оксфорд, 11-15 сентября 1961 г.) // Вестник Русского Западно-Европейского Патриаршего Экзархата. М., 1961. — № 40. — C. 233—246
- On the Calendar Change // The Orthodox Church. 1982. Dec.
- Наши отношения с Зарубежной Церковью // «Русская жизнь». Сан-Франциско. — 1982, 23 сентября
- Что запомнилось. Митрополит Никодим и римско-католическая церковь // Свет Христов. — 1987. — № 2.
- Памяти отца Иоанна Мейендорфа // Русская мысль. — 1992. — 7 августа.
- Экклезиологические отклонения наших дней (в связи с деятельностью и богословствованием протоиерея Георгия Кочеткова) // Журнал Московской Патриархии. — 1995. — № 6-8. — С. 67-70.
- Экклезиология, которая расчленяет Церковь // Единство Церкви: богословская конференция. 15 — 16 ноября 1994 г. — М. : Издательство Православного Свято-Тихоновского Богословского института, 1996. — 288 с. — С. 85-87;
- О границах Церкви // Единство Церкви: богословская конференция. 15 — 16 ноября 1994 г. — М. : Издательство Православного Свято-Тихоновского Богословского института, 1996. — 288 с. — С. 227—230
- Слово о владыке Иоанне // Святитель русского зарубежья вселенский чудотворец Иоанн / сост.: А. Леднев, Е. Лукьянов. — М. : Православный паломник, 1998. — 702 с. — С. 11-21
- Семья и брак нашего времени // Александро-Невский вестник. — 2010. — № 7 (165). — С. 2-3.

книги
- Краткая история раскола в Русской Церкви заграницей и попытки к его прекращению. — 1935. Ркп.
- Взаимоотношения Церкви и Государства в СССР: (Докл., прочит. в Суботице 25.02.1948). — П., 1949;
- Теория распада Вселенной и вера отцов: Каппадокийское богословие — ключ к апологетике нашего времени: Апологетика XXI в. — М. : Паломник : Издательский дом «Грааль», 1996. — 237 с.; 20 см.
  - Теория распада Вселенной и вера отцов. Каппадокийское богословие — ключ к апологетике нашего времени. Апологетика XXI века. — 2. изд. / С послесл. свящ. Олега Петренко. — М. : Паломникъ, 2003 (Тип. АО Мол. гвардия). — 249 с. — (Христианский взгляд на мироздание). — ISBN 5-87468-187-6
- Спасение любовью. — Москва : Изд-во Сретенского монастыря, 2007. — 205, [2] с. — (Духовное наследие Русского зарубежья).; ISBN 978-5-7533-0156-7
- Моя судьба. Воспоминания; сост. Д. В. Гливинский. — Москва : Изд-во Сретенского монастыря, 2015. — 414, [1] с., [8] л. цв. ил., портр. : ил., портр.; 21 см; ISBN 978-5-7533-0985-3
  - Моя судьба. Воспоминания; сост. Д. В. Гливинский. — 2-е изд. — Москва : Изд-во Сретенского монастыря, 2015. — 414, с., [8] л. цв. ил., портр. : ил., портр.; 21 см; ISBN 978-5-7533-1199-3 : 5000 экз.
- Живёт во мне Христос : о смысле жизни и православной веры. — Москва : Никея, 2020. — 234 с. — ISBN 978-5-907307-19-3